# Vékonycsőrű póling
A vékonycsőrű póling (Numenius tenuirostris) a madarak osztályának lilealakúak (Charadriiformes) rendjébe, ezen belül a szalonkafélék (Scolopacidae) családjába tartozó faj.

## Előfordulása
Szibériában a tajgán, tőzeglápokban, sásos-nyíres területeken költ, ősszel Észak-Afrikába vonul. Közvetlenül a kihalás szélén áll, a világon élő állomány becsült egyedszáma 50 körüli.

## Megjelenése
Testhossza 36–41 centiméter, szárnyfesztávolsága 80–92 centiméteres, testtömege 120–360 gramm. Annyira hasonlít a többi pólinghoz, hogy vegyes csapatban még a szakembernek is nehéz a megkülönböztetés.

## Életmódja
Elsősorban szöcskéket, sáskákat és tücsköket fogyaszt.

## Szaporodása
A földre rakja sáslevelekből készített fészkét. Fészekalja 4 tojásból áll.

## Kárpát-medencei előfordulás
Magyarországon vonulása idején jelenik meg, rendkívül ritka kóborlóként.

## Védettség
Magyarországon fokozottan védett, természetvédelmi értéke 1 000 000 forint.